# Branche autonomie
La branche autonomie est en France la branche qui vient s'ajouter aux quatre branches de la sécurité sociale : maladie, accidents du travail — maladies professionnelles, vieillesse et famille. Elle gère les dépenses liées à l'autonomie des personnes âgées et des personnes handicapées, qu’il s’agisse du financement des établissements et des services qui les accompagnent ou des aides individuelles qui leur sont versées.
Les principales prestations assurées par la branche autonomie sont : 
- l’allocation personnalisée d’autonomie (APA), versée aux personnes âgées en perte d’autonomie ;
- la prestation de compensation du handicap (PCH), l’allocation adultes handicapés (AAH) et l’allocation d'éducation de l'enfant handicapé (AEEH), versées aux personnes handicapées[1].

## Histoire
En 1975, l’allocation aux adultes handicapés, l’allocation d'éducation spéciale et l’allocation compensatrice pour tierce personne sont créées.

### 1979-1997: non décisions
La problématique de la dépendance se maintient dans l’agenda politique entre 1979 et le début des années 1990, avec la succession de quatre rapports officiels et cinq projets et de propositions de loi. Toutefois rien n’est décidé. En 1994, Simone Veil, ministre des Affaires sociales, réhabilite le scénario d’un nouveau risque de sécurité sociale, mais aucun projet de loi n’est présenté. De manière expérimentale, et par le biais de la loi du 25 juillet 1994 relative à la sécurité sociale, la prestation expérimentale dépendance (PED) est créée. Elle associe conseils généraux et caisses.

### 1997-2004
La loi 24 janvier 1997 créé l'institution d'une prestation spécifique dépendance, « dans l'attente du vote de la loi instituant une prestation d'autonomie pour les personnes âgées dépendantes ». Elle est remplacée, avec la loi 20 juillet 2001, par l'allocation personnalisée d'autonomie. Le choix est fait, plutôt que d'étendre les compétences de la Caisse nationale d'assurance vieillesse et/ou de la Caisse nationale de l'assurance maladie, de confier aux conseils généraux un rôle central dans ce domaine, s’inscrivant ainsi dans le mouvement plus ancien et plus large de transferts de compétences d’aide sociale aux conseils généraux (exemple aide sociale à l’enfance).
Après la canicule européenne d'août 2003, la loi du 30 juin 2004 relative à la solidarité pour l'autonomie des personnes âgées et des personnes handicapées créé la journée de solidarité et la Caisse nationale de solidarité pour l'autonomie, financée principalement par la nouvelle contribution de solidarité pour l'autonomie et la participation des régimes obligatoires de base de l'assurance vieillesse. La loi pour l'égalité des droits et des chances, la participation et la citoyenneté des personnes handicapées étend le champ d’action de la CASA aux handicapés adultes.
L'ordonnance du 24 juin 2004 remplace le minimum vieillesse par l'allocation de solidarité aux personnes âgées.

### 2007-2012: une réforme avortée
En 2007, le Ministère français de la Sécurité Sociale, des Personnes âgées, des Personnes Handicapées et de la Famille a fait réaliser par Hélène Gisserot et Étienne Grass un rapport intitulé « Perspectives financières de la dépendance des personnes âgées à l’horizon 2025 : prévisions et marges de choix ». Devenu, par simplicité de langage, le rapport Gisserot, le document prévoyait que le doublement de la population des plus de 85 ans pourrait entraîner une hausse de 25 % du nombre de personnes dépendantes d’ici à 2020. Il étudiait les pistes de financement possible :
- l’extension de la contribution de solidarité pour l’autonomie à des revenus exonérés ;
- l’alignement de la CSG des retraites sur celui des revenus d’activité.

L’État français, sous l’égide du Ministère du Travail, de la Solidarité et de la Fonction Publique, a lancé en avril 2008 une concertation avec les partenaires sociaux sur la création et le financement d’un 5e risque au sein du système de Sécurité Sociale français. Cette démarche a été complétée en février 2010, par la mise en place, par le même Ministère de groupe de groupes de travail techniques. Ces groupes de travail sont chargés de fournir un cadre à un partenariat public/privé pour la prise en charge de la dépendance. Ils rassemblent des représentants du gouvernement, des conseils généraux, de la Caisse nationale de solidarité pour l'autonomie (CNSA) et des institutions de prévoyance, mutuelles, sociétés d’assurance. Leurs conclusions devraient être à la base d’un projet de loi prévu fin 2010.
Lancé en France le 8 février 2011 par Nicolas Sarkozy, alors président de la République française, Mme Roselyne Bachelot-Narquin, alors ministre de la cohésion sociale et des solidarités, et Mme Marie-Anne Montchamp, alors secrétaire d'État à la cohésion sociale et aux solidarités, le débat national sur la dépendance est le grand chantier de la deuxième partie du mandat présidentiel. Ce débat durera jusqu'en juillet 2011. Quatre groupes de travail ont été mis en place, constitués d'acteurs de la vie publique, sanitaire et médico-sociale de professions et d'horizons variés. Les quatre groupes de travail sont : « Accueil et accompagnement des personnes âgées » ; « Enjeux démographiques et financier de la dépendance » ; « Société et vieillissement » ; « Stratégie pour la couverture de la dépendance des personnes âgées ».
Le projet est abandonné en janvier 2012. 

### 2015: Loi relative à l'adaptation de la société au vieillissement
La loi du 28 décembre 2015 relative à l'adaptation de la société au vieillissement repose sur trois piliers :
- anticiper pour prévenir la perte d'autonomie (favoriser le maintien à domicile, actions de prévention, plan national de prévention du suicide des personnes âgées, mobilisation nationale de lutte contre l'isolement des âgés - MONALISA) ;
- adapter les politiques publiques au vieillissement (adaptation des logements, modernisation des résidences autonomie, intégration des problématiques du vieillissement dans les programmes locaux d'habitat et dans les plans de déplacement urbain, etc.) ;
- améliorer la prise en charge des personnes en perte d'autonomie (protection des droits et libertés des personnes âgées, réforme de l'allocation personnalisée d'autonomie, soutien des proches aidants)[9].

### 2019-2020
En mars 2019, le rapport Grand âge et autonomie recommande un plan de rénovation des établissements, en particulier publics, de 3 milliards d’euros sur 10 ans et l’augmentation de 25 % des effectifs des établissements d’hébergement pour personnes âgées dépendantes (Ehpad) d’ici à 2024. Le financement envisagé est la reprise de l'assiette de la Contribution pour le remboursement de la dette sociale en 2024, date qui est alors prévue comme l’extinction de la dette sociale.
Les lois relatives à la dette sociale et à l'autonomie du 7 août 2020 et la loi de financement de la Sécurité sociale pour 2021 contiennent les premières mesures. Dans les premiers articles du Code de la sécurité sociale, il est ajouté le « soutien à l'autonomie » ainsi que la cinquième branche sur l’autonomie, gérée par la Caisse nationale de solidarité pour l’autonomie. La branche se voit affecter en 2024 une partie du montant du produit de la contribution sociale généralisée. En 2021, la loi « grand âge » est ajournée.

## Définition et chiffres-clé
La dépendance est la limitation fonctionnelle lors de la réalisation des actes primaires de la vie quotidienne. Se déplacer, préparer son repas, se laver, s’habiller, faire ses besoins. Si la personne ne peut pas réaliser ces activités essentielles de façon autonome, alors c’est qu’elle a atteint un certain niveau de dépendance. « La dépendance se définit par l’état d’une personne âgée qui n’est plus autonome, soit physiquement soit mentalement et qui a donc besoin d’aide dans les actes de sa vie quotidienne. » C’est pourquoi la dépendance est également appelée la perte d’autonomie.
La dépendance, issue d’un accident peut se révéler subitement, par exemple lors d’une chute. La dépendance, liée à une maladie neurodégénérative se manifeste et s’aggrave au long de plusieurs années. Des signes précurseurs de perte d’autonomie sont par exemple les problèmes d’équilibre, provoquant fréquemment des chutes et des fractures, notamment la fracture du col du fémur, la plus répandue. L’entrée en dépendance est souvent accompagnée d’une mémoire troublée voire la perte de la mémoire, qui se montre dans l’oubli de payer ses factures systématiquement, de manger régulièrement, de prendre les médicaments tel que prescrit, d’éteindre la plaque ou encore de se laver. On note[style à revoir] encore des signes tels que des problèmes optiques et auditifs, des soucis de communiquer de manière logique, l’incontinence urinaire ou/et encore des douleurs des muscles, entraînant une limitation fonctionnelle dans la vie quotidienne.
La personne dépendante peut rester chez elle, notamment en dépendance partielle, lorsqu’elle nécessite uniquement des aides et services temporaires. Une personne atteinte de la dépendance lourde voire totale sera hébergée dans un établissement hospitalisé.
La dépendance coûte cher, « que l’on s’organise pour rester chez soi ou que l’on soit accueilli dans un établissement spécialisé, le coût de la dépense est en moyenne de 2000 à 2 200 € par mois en cas de dépendance totale, et même davantage à Paris », indique Jean-François Ropelewski, directeur marketing chez AG2R La Mondiale.
En 2013, 18,4 % de la population française ont plus de 65 ans, soit 12,2 millions de personnes et les plus de 75 ans, 5,6 millions au 1er janvier 2009. L’âge moyen de dépendance est 78 ans chez l’homme et 84 ans chez la femme. Selon la Direction de la recherche, des études, de l’évaluation et des statistiques, il y a 1,2 million de personnes dépendantes en France, un nombre qui se voit monter jusqu’à près de 2,2 millions de personnes d’ici 2040, explique le ministère de la santé.
Selon la Fédération française des sociétés d’assurances, on[style à revoir] dénombre en 2013, 5,5 millions de personnes protégées par le risque de dépendance, mais seulement 1,5 million de Français couvert par une assurance dépendance classique.

## L’évaluation des niveaux de dépendance
Il existe deux outils utilisés afin de mesurer le degré de dépendance de l’assuré, une fois la dépendance constatée : la grille AGGIR et la grille AVQ.

### La grille AGGIR
La dépendance ou la perte d’autonomie est mesurée par la grille Autonomie Gérontologie Groupes Iso-Ressources. Comprenant 15 variables « discriminantes », c’est-à-dire relatives à la perte d’autonomie physique et psychique, elle permet de définir des groupes iso-ressources ou GIR). La grille AGGIR catégorise la perte d’autonomie sous six niveaux de dépendance différents. Chaque variable est évaluée puis codifiée :
- A : Fait seul, spontanément et totalement et habituellement et correctement ;
- B : Fait seul non spontanément et/ou partiellement et/ou non habituellement et/ou non correctement ;
- C : Ne fait seul ni spontanément, ni totalement, ni habituellement, ni correctement.

D’après les résultats de ces variables, il est possible de catégoriser la personne dépendante dans différents niveaux de dépendance, de GIR 1 à GIR 6 :
- GIR 1 : Il correspond aux personnes âgées confinées au lit ou au fauteuil, dont les fonctions mentales sont gravement altérées et qui nécessitent une présence indispensable et continue d'intervenants. Une aide permanente en établissement hospitaliser est absolument vitale ;

- GIR 2 : Il concerne les personnes âgées confinées au lit ou au fauteuil, dont les fonctions intellectuelles ne sont pas totalement altérées et dont l'état exige une prise en charge pour la plupart des activités de la vie courante. Ce groupe s'adresse aussi aux personnes âgées dont les fonctions mentales sont altérées, mais qui ont conservé leurs capacités de se déplacer. Ces personnes nécessitent également une surveillance constante ;

- GIR 3 : Ce groupe réunit les personnes âgées ayant conservé leur autonomie mentale, partiellement leur autonomie locomotrice, mais qui ont besoin quotidiennement et plusieurs fois par jour d'être aidées pour leur autonomie corporelle pour effectuer les actes réguliers de la vie quotidienne (se laver, se préparer à manger, se déplacer) ;

- GIR 4 : Il s’agit des personnes âgées n'assumant pas seules leurs transferts mais qui, une fois levées, peuvent se déplacer à l'intérieur du logement. Elles doivent parfois être aidées pour la toilette et l'habillage. Ce groupe s'adresse également aux personnes âgées n'ayant pas de problèmes locomoteurs, mais devant être aidées pour les activités corporelles et pour les repas ;

- GIR 5 : Ce sont les personnes qui ont seulement besoin d'une aide ponctuelle pour la toilette, la préparation des repas et le ménage ;

- GIR 6 : Les personnes âgées qui n’ont pas perdu leur autonomie pour les actes essentiels de la vie courante. La personne est complètement autonome, mentalement et physiquement.

### La grille AVQ
La grille AVQ examine les niveaux de dépendance de manière plus simplifié et rapide. Au lieu de dix-sept variables, elle teste la capacité de réaliser les cinq actes primaires : se lever, se déplacer, s’habiller, s’alimenter et faire sa toilette. La dépendance totale est atteinte lorsque la personne a besoin d'un soutien pour au moins quatre des cinq AVQ, la dépendance partielle est caractérisée par le besoin d’aide pour jusqu’à trois des cinq AVQ.
Sa complémentaire, l’AIVQ vérifie les activités instrumentales de la vie quotidienne, qui sont communiquer, préparer son repas, réaliser les travaux ménagers, faire ses courses, prendre des médicaments prescrits, gérer ses finances et se déplacer avec les moyens de transport.

## Méthode d'action pour l'intégration d'aide et de soin dans le champ de l'autonomie
La Méthode d'action pour l'intégration d'aide et de soin dans le champ de l'autonomie (MAIA) est une méthode qui vise, en France, à améliorer l’accompagnement des personnes âgées de 60 ans et plus, en perte d'autonomie, afin de favoriser leur maintien à domicile. Les premiers projets de MAIA datent de 2008 et sont issus du Plan Alzheimer 2008-2012.
Pour la personne âgée en perte d'autonomie (en raison parfois d'une maladie neurodégénérative) et pour son entourage (famille, aidants, professionnels des secteurs sanitaire, social et médicosocial), les MAIA permettent de construire un parcours de prise en charge personnalisé, élaboré et suivi par un gestionnaire de cas. La méthode MAIA est une démarche innovante qui va au-delà de la coopération. Elle repose sur le concept d'intégration en engageant à une co-construction d'outils et à un partage des actions et des responsabilités entre les acteurs intervenant auprès des personnes âgées en perte d'autonomie.

## Les aides et prestations publiques
Il existe plusieurs aides et prestations. La plupart visent à composer les frais liés à la perte d'autonomie ; l’Allocation aux adultes handicapés quant à elle est un revenu minimum. Les dépenses de protection sociale liées à la compensation de la perte d’autonomie des personnes âgées et handicapées s’élèvent à 76,6 milliards d’euros en 2020, financés par la sécurité sociale, l'État et les départements.
| Aide                                                | Conditions                                                       | Nombre de bénéficiaires (milliers) |
| --------------------------------------------------- | ---------------------------------------------------------------- | ---------------------------------- |
| Pensions de retraite au titre de l'inaptitude       | Personnes inaptes au travail                                     | 1421                               |
| Allocation personnalisée d'autonomie (APA)          | Rattachement à l’un des groupes 1 à 4 de la grille AGGIR         | 1334                               |
| Allocation aux adultes handicapés (AAH)             | Taux d'incapacité ≥ 50 % et conditions de ressources             | 1238                               |
| Rente d'indemnisation d'incapacité permanente       | Incapacité partielle permanente (IPP) ≥ 25 %                     | 1083                               |
| Pensions d'invalidité                               | Réduction d'au moins 2/3 la capacité de travail ou de gain       | 919                                |
| Pensions de retraite des ex-invalides               |                                                                  | 882                                |
| Allocation d'éducation de l'enfant handicapé (AEEH) | Taux d'incapacité ≥ 50 %                                         | 372                                |
| Prestation de compensation du handicap (PCH)        | Difficulté absolue pour réaliser une activité de la vie courante | 330                                |

La Caisse nationale de solidarité pour l'autonomie (CNSA), devenue en 2021 une nouvelle branche de sécurité sociale couvrant le risque autonomie, finance à hauteur de 32 milliards, l’allocation personnalisée d’autonomie et la prestation de compensation du handicap avec les départements et depuis début 2021, l’allocation d'éducation de l'enfant handicapé.

## Assurances privées
Une assurance dépendance est un contrat de prévoyance pour toute personne qui souhaite s'assurer contre le risque de la dépendance. En cotisant une prime chaque mois, l'assuré veut se couvrir contre la dépendance et les conséquences financières qu'elle entraîne. En cas de dépendance, l'assureur indemnise son assuré, qui pourra donc bénéficier d'une rente mensuelle à vie et de certaines prestations, en fonction des garanties fixées dans le contrat.
La première garantie en cas de dépendance a été créée en 1985 par le groupe AG2R La Mondiale, groupe paritaire de protection sociale. Le contrat individuel dénommé SAFIR a été le modèle pour l’ensemble des contrats proposés ensuite. Depuis le début des années 2000 et face à des prévisions de croissance de près de 50 % du nombre de personnes dépendantes à horizon 2040 des solutions collectives sont recherchées par les acteurs du marché. Les institutions de prévoyance via leur union l’« Organisme commun des institutions de rente et de prévoyance » (OCIRP), ont créé le premier contrat collectif de garantie dépendance. Il peut être souscrit par une entreprise pour ses salariés ou peut faire l’objet d’un accord collectif de branche. C’est le cas, entre autres, de la poissonnerie, dont les 8 000 salariés sont désormais couverts par un accord collectif.
Les garanties dépendance — individuelles ou collectives — sont désormais aussi proposées par plusieurs acteurs, à savoir les mutuelles, les sociétés d’assurance, les institutions de prévoyance.

### Contrat collectif
Dans le cadre de contrat collectif, il existe deux solutions. La première est la rente viagère comme dans le contrat individuel. Elle couvre le salarié et l’ancien salarié jusqu’à son décès. La seconde solution est le contrat en points dépendance. Les cotisations se transforment en points dépendance selon le même système que la retraite complémentaire AGIRC ARRCO. Les points sont transformés en rente viagère lorsque l’état de dépendance survient. Les points peuvent être conservés dans le compte après le départ de l’entreprise et la possibilité est offerte, dans ce cas, de continuer, soit à titre individuel, soit via la nouvelle entreprise, de continuer à alimenter le compte via des cotisations.
Couvrant aujourd’hui en France seulement 300 000 personnes, il offre l’avantage d’une mutualisation élargie dans le cadre de l’entreprise ou de la branche professionnelle. Il permet de cotiser plus précocement et donc de bénéficie de conditions tarifaires avantageuses, voire dans le cas d’un contrat en points, de capitaliser de façon importante en vue d’une dépendance future. Il bénéficie des conditions fiscales et sociales avantageuses du contrat collectif. Il progresse en nombre d’adhésions, le Centre technique des institutions de prévoyance, regroupant les institutions spécialistes des contrats collectifs, annonce une progression de 5 % des cotisations en 2009.

### Contrat individuel
Dans le cadre de contrat individuel, le fonctionnement est celui de la rente viagère. Contre une cotisation mensuelle pendant une certaine durée (en général 20-25 ans) ou viagère, l’assuré couvre le risque de dépendance. Si la dépendance survient, alors l’assureur versera une rente mensuelle à vie, et, en fonction des garanties fixées dans le contrat, des prestations et un capital fixe. Le cotisant percevra, en fonction de son niveau de cotisation et de prestation choisie, une rente dès que l’état de dépendance sera avéré (évalué en général via la grille AGGIR). Il peut exister des nuances, comme le versement en cas de dépendance dite partielle, ou des services d’assistance, d’aide à domicile. 
La cotisation est fonction de l’âge d’entrée. C'est le médecin de famille qui évalue l’admissibilité en fonction des critères contractuels (grille AGGIR ou quatre besoins fondamentaux de la personne) et remplit le dossier de demande du versement de la garantie. Le médecin de la compagnie d'assurance procède au contrôle et valide la demande. Ces contrats doivent être souscrits suffisamment tôt (vers 45 - 50 ans) pour que la cotisation périodique ne soit pas budgétairement insupportable.
Des contrats ajoutent le versement d'un capital au début de la période de dépendance : Pour subvenir aux travaux d'aménagement du lieu de résidence par exemple.

#### Le questionnaire médical
Avant d’être approuvé par l’assureur, l’assuré est quasi toujours tenu de remplir un questionnaire médical. L’assureur veut vérifier l’état de santé de l’assuré et examiner le risque de dépendance, afin de déterminer la cotisation et les garanties convenables. Le volume de ces formalités varie selon assureurs. AG2R La Mondiale et AXA ne pose qu’une seule question « Êtes-vous en affection de longue durée ? ». Si la réponse est négative, alors l’assuré est affilié. Aviva offre également une adhésion simplifiée sous forme d’une déclaration de bonne santé ou un questionnaire. Néoliane Autonomie et Réunica n’imposent aucun questionnaire médical. Les personnes dites à risque aggravé doit remplir un questionnaire médical et se soumettre à des examens médicaux et risquent souvent d’être refusé.
Bien que les formalités dépendent selon assureur, les Échos recueillent les types de conditions figurant dans un formulaire médical :
- ne pas être dépendant lors de la souscription ;
- ne pas être pris en charge à 100 % de la Sécurité sociale ;
- ne pas être reconnu en invalidité de travail ou bénéficier d’une retraite, issue de l’inaptitude ;
- ne pas être ou avoir été soumis à un traitement médical ;
- ne pas avoir eu un arrêt d’activité professionnelle (même non rémunéré) pendant plus de trois semaines consécutives dans les derniers cinq ans.

#### Les tarifs
Les primes de cotisation varient selon l’âge et l’état de santé de l’assuré lors de son inscription, le montant de la rente choisi et les garanties déterminées dans le contrat.
En général, pour un contrat d’assurance dépendance, les tarifs se situent pour une personne de moins de 55 ans (âge conseillé) entre 40 et 60 euros par mois. Certains contrats avec des garanties plus modestes, peuvent coûter 25 euros par mois, mais seulement si l'assuré souscrit jeune.
L’assurance dépendance, comme toute autre assurance prévoyance, est une assurance à fonds perdus, c’est- à-dire que l’assuré est couvert que si la dépendance survient. Si le contrat vient à terme et que la personne est en bonne santé, alors elle aura cotisé à fonds perdus, l’assureur ne verse pas de rente.
Il existe donc des nouveaux contrats mixtes plus avantageux :
- l’assurance dépendance type épargne agit comme l’assurance dépendance classique mais si l‘assuré n’est pas atteint de la dépendance, il reverra une partie de ses cotisations. Bien évidemment, cette option est plus coûteuse. Pendant 20 à 25 ans, l’assuré cotise entre 130 et 180 euros ;
- l’assurance-vie avec option dépendance est une assurance à capital. L’assuré cotise et si jamais il devient dépendant (en général, la garantie prévoit ce risque uniquement pour la dépendance totale), alors soit les cotisations sont versées à l’assuré en rente viagère, soit le capital est versé aux bénéficiaires[28].

Une fois ayant conclu un contrat assurance dépendance, les tarifs ne varient pas avec l’âge de l’assuré. Mais une revalorisation contractuelle est systématique. Les assureurs peuvent établir une hausse annuelle de 5 % par exemple, ou bien s’orienter au marché, tels qu’à l’indice de l’AGIRC, l’indice des prix à la consommation de l’Insee ou encore à l’évolution du plafond annuel de la Sécurité sociale PASS.
Bien que les primes puissent être donc modifiées avec le temps, il est absolument obligatoire de continuer de verser les cotisations mensuelles. En cas de cessation de paiement, soit la rente est diminuée, soit l’assuré risque d’être refusé et son contrat résilié.

#### Les prestations
Selon le niveau de dépendance, l’assuré peut recourir à plusieurs prestations différentes :
- un soutien régulier pour l’hygiène corporelle (se laver, se brosser les dents, faire sa toilette) ;
- une aide ponctuelle pour la nutrition (boire, manger régulièrement, cuisiner) ;
- une assistance pour la mobilité (se déplacer, s’habiller, rentrer et quitter le domicile) ;
- une aide ménagère (entretenir le linge, faire la vaisselle et les courses, nettoyer) ;
- une garde individuelle à domicile ou surveillance ;
- des aides techniques (fauteuil roulant, un lit adapté) ;
- des adaptations du foyer (élargissement de la porte pour le passage, une douche de plain-pied).

Certains assureurs offrent des prestations complémentaires telles que la télé assistance, la livraison de repas ou médicaments, le transfert à l’hôpital, le coiffeur à domicile, des programmes de soutien de la mémoire, des gardes de petits enfants ou même d’animaux. Ces aides peuvent être réalisées par un service professionnel ou/et encore des membres de famille. Certaines assurances offrent des entraînements et des formations spéciales pour montrer comment aider la personne dépendante, ce qu’il faut éviter et ce à qu’on doit faire attention.

#### Les délais
La plupart des contrats d’assurance dépendance imposent un délai de carence d’un à trois ans en cas de maladie neurodégénérative. Pendant ce délai d’attente, la personne n’est pas assurée. En cas de dépendance, l’assureur met fin au contrat et l’assuré n’est pas indemnisé. Aucune rente n’est versée.
Certains contrats comprennent un délai de franchise, c’est une période de 90 jours, dans laquelle l’assureur ne prend pas en charge la dépendance, une fois reconnue. Ces délais ne sont pas impliqués lors d’une dépendance subite, annexe à un accident.